# Mount Jumper
Mount Jumper ist ein 2890 m hoher Berg im westantarktischen Ellsworthland. Er ragt 11 km östlich des Mount Viets im Zentrum der Sentinel Range des Ellsworthgebirges auf.
Der United States Geological Survey kartierte ihn anhand eigener Vermessungen und mithilfe von Luftaufnahmen der United States Navy zwischen 1957 und 1959. Das Advisory Committee on Antarctic Names benannte ihn 1961 nach Major Jesse T. Jumper (1917–1984) von der United States Air Force, der zwischen 1956 und 1957 an der Errichtung der ersten Südpolstation beteiligt war.